# اندیس منگنز خاش
منگنز خاش یک اندیس فلزی است که در حوالی شهر خاش استان سیستان و بلوچستان قرار دارد و مادهٔ معدنی موجود در آن، منگنز است.سنگ میزبان این اندیس کالردملانژ است و دیرینگی آن به دوران کرتاسه بالایی-پالئوسن می‌رسد. 